# Луї-Антуан де Ноайль
Луї Антуа́н де Ноайль (фр. Louis Antoine de Noailles; 27 травня 1651, Канталь — 4 травня 1729, Париж) — французький ієрарх, кардинал, архієпископ Парижа і герцог де Сен-Клу (1695—1729).

## Життєпис

### Ранні роки
Народився в замку Пеньєр (Peynières) у Кро-де-Монвер, регіон Овернь. Належав до одного з найзнатніших французьких родів, герцогів де Ноай, був другим сином Анна де Ноай, першого герцога де Ноайль і Луїзи де Буає, придворної дами королеви Анни Австрійської.
Оскільки старший син Анн Жюль де Ноайль, що народився роком раніше, був спадкоємцем титулу і призначався до військової кар'єри, другого сина сімейство з дитинства призначало до кар'єри церковної. Луї Антуан навчався в коледжі Плесі Паризького університету, де його однокласником та другом був Франсуа Фенелон, здобув там ступінь магістра богослов'я. Продовжив навчання в Сорбонні, здобув докторський ступінь із теології 14 березня 1676.
8 червня 1675 висвячений на священника. Став абатом-комендатором абатства Обрак біля Родезу . 24 лютого 1679 року король Людовік XIV призначив його єпископом Каору, 8 травня того ж року вибір затвердив Рим. Єпископська хіротонія відбулася 18 червня 1679, її очолював паризький архієпископ Франсуа Арле де Шанваллон.
Вже через рік його перевели на кафедру Шалону. Як глава єпархії Шалону показав себе добрим єпископом, ретельно керував справами єпархії, передав управління теологічною семінарією ордену лазаристів і заснував єпархіальну передсемінарію.
Брав участь в асамблеях французького духовенства 1681 і 1682 років, на останній серед інших підтримав «Декларацію галліканського кліру», яку вважають маніфестом галіканізму.

### Архієпископ Парижа
6 серпня 1695 раптово помер архієпископ Парижа Франсуа Арле де Шанваллон, 19 серпня король Людовік XIV призначив новим паризьким архієпископом де Ноайля. Рим затвердив його на паризькій кафедрі 19 вересня того ж року.
1 січня 1698 року Луї Антуана де Ноайля обрано командором Ордену Святого Духа.
На консисторії 21 червня 1700 року папа Інокентій XII звів де Ноайля в сан кардинала. Наприкінці того ж року де Ноайль брав участь у конклаві, який обрав папу Климента XI. 3 січня 1701 став кардиналом-священником із титулом Санта-Марія-сопра-Мінерва.
На кафедрі паризького архієпископа здійснив низку важливих і корисних робіт і починань — провів реставраційні роботи в соборі Паризької Богоматері, зокрема, освятив перший камінь нового вівтаря собору, перебудував своїм коштом архієпископську резиденцію, 1696 року заснував у Парижі передсемінарію, 1697 року скликав єпархіальний синод, заснував щотижневі громадські конференції з питань моралі. Крім того, висвятив 48 нових єпископів, що стало рекордом для паризької архієпархії.
Помер 4 травня 1729 року в архієпископському палаці Парижа. Похований у соборі Паризької Богоматері.

## Янсеністські суперечки
За перебування де Ноайля на паризькій кафедрі з новою силою спалахнули суперечки навколо янсенізму. Хоча де Ноайль наполягав, що він не є янсеністом і засуджує п'ять основних положень вчення Янсена, певні симпатії до янсеністів він відчував. Ще під час перебування на шалонській кафедрі він схвалив книгу «Моральні міркування щодо Нового Завіту» Паск'є Кенеля, якого вважали лідером янсеністів. Після того, як єзуїти, які були головними противниками янсеністів, звернули увагу папської курії на цю роботу, 1708 року спеціальна комісія засудила її. Де Ноайль апелював до папи Климента XI, який після ретельного дослідження випустив 1713 року буллу Unigenitus, у якій засудив 101 положення з «Моральних роздумів».
Де Ноайль, проте, зволікав, просив у папи нових роз'яснень і не поспішав офіційно приймати буллу. Це привело його до жорсткого конфлікту з єзуїтами: користуючись повноваженнями паризького архієпископа, він позбавив єзуїтів багатьох колишніх привілеїв. Відмова прийняти папську буллу також налаштувала проти нього мадам де Ментенон. Під впливом своєї дружини старий Людовік XIV 1714 року заборонив де Ноайлю з'являтися при дворі.
Після смерті короля Людовіка XIV до влади прийшов байдужий до релігійних суперечок регент Філіпп, після чого опозиція до булли Unigenitus у французькому суспільстві зросла, чотири єпископи і 100 докторів богослов'я зі Сорбони, з кардиналом де Ноайлем на чолі, підготували апеляцію до найближчого Вселенського собору. У відповідь на це Климент XI видав нову буллу «Pastoralis officii», яка відлучила від церкви всіх, хто не підкорявся булі «Unigenitus». Церковна спільнота Франції виявилося глибоко розколотою на два табори — противників булли та її прихильників.
Через відлучення де Ноайль пропустив конклави 1721 і 1724. Незадовго до смерті 11 жовтня 1728 де Ноайль оголосив про беззаперечне прийняття булли «Unigenitus», видав наказ, що відновлює повноваження єзуїтів, яких він позбавив орден 13 років тому. 8 листопада 1728 року папа Бенедикт XIII оголосив кардиналам про зняття відлучення з кардинала де Ноайля. Тим не менш, багато дослідників досі сумніваються в щирості цього вчинку кардинала.

## Оцінки діяльності
Оцінки діяльності кардинала де Ноайля дуже суперечливі. З одного боку багато хто віддає належне його старанній роботі на посаді архієпископа Парижа, підкреслюється, що, попри сумнівність його політичної діяльності, церковна діяльність на паризькій кафедрі була «роботою доброго пастиря». З іншого боку, оцінки його ролі в янсеністських суперечках, переважно негативні. Наголошується, що його позиція сприяла розколу французького духовенства. Католицька енциклопедія визначає характер кардинала, як слабкий і невизначений, а також говорить про те, що «Він носив велике ім'я і грав важливу роль свого часу, але не мав багатьох якостей великого єпископа».